# Еко
Еко́ (фр. Écos) — колишній муніципалітет у Франції, у регіоні Нормандія, департамент Ер. Населення — 1012 осіб (2011).
Муніципалітет був розташований на відстані близько 65 км на північний захід від Парижа, 50 км на південний схід від Руана, 37 км на північний схід від Евре.

## Історія
До 2015 року муніципалітет перебував у складі регіону Верхня Нормандія. Від 1 січня 2016 року належав до нового об'єднаного регіону Нормандія.
1 січня 2016 року Еко, Бертенонвіль, Бю-Сен-Ремі, Каень, Кантьє, Сів'єр, Дамменій, Фонтене, Форе-ла-Фолі, Фурж, Фур-ан-Вексен, Гітрі, Панієз i Турні було об'єднано в новий муніципалітет Вексен-сюр-Епт.

## Демографія
Динаміка населення (INSEE ):
Розподіл населення за віком та статтю (2006):
| Стать | Всього | До 15 років | 15-24 | 25-44 | 45-64 | 65-85 | Понад 85 |
| --- | ------ | ----------- | ----- | ----- | ----- | ----- | -------- |
| Чоловіки | 468    | 100         | 48    | 112   | 152   | 56    | 0        |
| Жінки | 440    | 76          | 68    | 104   | 128   | 52    | 12       |
| \| Статево-вікова піраміда \| Статево-вікова піраміда \| Статево-вікова піраміда \| \| ----------------------- \| ----------------------- \| ----------------------- \| \| Чоловіки \| Вік \| Жінки \| \| 0 \| 85 + \| 12 \| \| 4 \| 80-84 \| 4 \| \| 4 \| 75-79 \| 4 \| \| 24 \| 70-74 \| 16 \| \| 24 \| 65-69 \| 28 \| \| 24 \| 60-64 \| 20 \| \| 36 \| 55-59 \| 32 \| \| 44 \| 50-54 \| 20 \| \| 48 \| 45-49 \| 56 \| \| 28 \| 40-44 \| 28 \| \| 36 \| 35-39 \| 28 \| \| 12 \| 30-34 \| 20 \| \| 36 \| 25-29 \| 28 \| \| 16 \| 20-24 \| 20 \| \| 32 \| 15-20 \| 48 \| \| 52 \| 10-14 \| 44 \| \| 16 \| 5-9 \| 16 \| \| 32 \| 0-4 \| 16 \| |        |             |       |       |       |       |          |
| Статево-вікова піраміда |        |             |       |       |       |       |          |
| Чоловіки | Вік    | Жінки       |       |       |       |       |          |
| 0 | 85 +   | 12          |       |       |       |       |          |
| 4 | 80-84  | 4           |       |       |       |       |          |
| 4 | 75-79  | 4           |       |       |       |       |          |
| 24 | 70-74  | 16          |       |       |       |       |          |
| 24 | 65-69  | 28          |       |       |       |       |          |
| 24 | 60-64  | 20          |       |       |       |       |          |
| 36 | 55-59  | 32          |       |       |       |       |          |
| 44 | 50-54  | 20          |       |       |       |       |          |
| 48 | 45-49  | 56          |       |       |       |       |          |
| 28 | 40-44  | 28          |       |       |       |       |          |
| 36 | 35-39  | 28          |       |       |       |       |          |
| 12 | 30-34  | 20          |       |       |       |       |          |
| 36 | 25-29  | 28          |       |       |       |       |          |
| 16 | 20-24  | 20          |       |       |       |       |          |
| 32 | 15-20  | 48          |       |       |       |       |          |
| 52 | 10-14  | 44          |       |       |       |       |          |
| 16 | 5-9    | 16          |       |       |       |       |          |
| 32 | 0-4    | 16          |       |       |       |       |          |

## Економіка
2010 року серед 648 осіб працездатного віку (15—64 років) 478 були активними, 170 — неактивними (показник активності 73,8%, у 1999 році було 74,7%). З 478 активних мешканців працювала 441 особа (243 чоловіки та 198 жінок), безробітними було 37 (16 чоловіків та 21 жінка). Серед 170 неактивних 60 осіб було учнями чи студентами, 64 — пенсіонерами, 46 були неактивними з інших причин.

У 2010 році в муніципалітеті числилось 363 оподатковані домогосподарства, у яких проживали 990,0 особи, медіана доходів виносила 20 158 євро на одного особоспоживача